# سرو پایوتی
سرو پایوتی (نام علمی: Cupressus nevadensis) نام یک گونه از سرده سرو است.